# Jean Ferrat
Pour les articles homonymes, voir Ferrat et Tenenbaum.
Jean Ferrat (nom de scène de Jean Tenenbaum), né le 26 décembre 1930 à Vaucresson (Seine-et-Oise) et mort le 13 mars 2010 à Aubenas (Ardèche), est un auteur-compositeur-interprète français. Auteur de chansons à texte, il alterne durant sa carrière chansons sentimentales, chansons poétiques et chansons engagées et est souvent confronté à la censure. Reconnu pour son talent de mélodiste, il met en musique et popularise de nombreux  poèmes de Louis Aragon avec l'approbation de ce dernier.
Compagnon de route du Parti communiste français, il s'en démarque toutefois sur différents sujets.
Bien qu'il soit peu présent dans les médias et qu'il se soit retiré de la scène à l'âge de 42 ans, cet ardent défenseur de la chanson française connaît un grand succès critique et populaire. Apprécié d'un large public, Jean Ferrat est considéré, à l'instar de Léo Ferré, Georges Brassens ou Jacques Brel, comme l'un des grands noms de la chanson française,.

## Biographie

### Jeunesse

#### Origines familiales et enfance
Né à la fin de l'année 1930 à Vaucresson, Jean Ferrat est le fils de Mnacha Tenenbaum (1886-1942), un Juif russe, immigré en France en 1905 et naturalisé français en 1928, et d'Antoinette Malon (1888-1964), une Parisienne issue d'une famille auvergnate.
Pendant la Première Guerre mondiale Mnacha Tenenbaum, ouvrier joaillier de métier, est engagé volontaire et affecté comme ajusteur dans un atelier d'aviation. C'est à cette époque qu'il rencontre Antoinette Malon, ouvrière dans une entreprise de fleurs artificielles, et qu'il épousera le 8 décembre 1917. Après son mariage, elle quitte son emploi pour élever ses enfants : Raymonde (née en 1916 à Paris), André (né en 1918 à Draveil), Pierre (né en 1925 à Vaucresson) et Jean (né en 1930 à Vaucresson).
Peu après la fin de la guerre, la famille s'installe à Vaucresson dans une maison particulière. Mnacha est artisan joaillier et compose pièces et parures pour des commanditaires parisiens. À l'époque de sa naturalisation (24 juillet 1928), il est assez aisé pour régler la totalité des droits afférents, assez élevés.
En 1935, la famille quitte Vaucresson et s'installe à Versailles,. Chez les Tenenbaum, on apprécie la musique et le chant. Jean Ferrat confiera : « Mon père et ma mère m'ont communiqué leur passion de la musique et du chant. Ils allaient souvent à l'Opéra-Comique et ma mère, qui avait une jolie voix de soprano, chantait Lakmé et Manon. Je crois qu'elle aurait aimé être chanteuse. À la maison, les jeunes chantaient Trenet et les moins jeunes Tino Rossi et Jean Lumière. […] C'était alors un peu la guerre,. »

#### Seconde Guerre mondiale
Jean est fortement marqué par l'Occupation de la France par l'Allemagne pendant la Seconde Guerre mondiale.
Son père, qui est de nouveau engagé volontaire en 1939, est cependant touché par les mesures antijuives du statut des Juifs imposé par le gouvernement de Pétain (1940 et 1941). En 1942, il est astreint au port de l'étoile jaune, mais se croit protégé par son statut de Français (et d'époux d'une non-juive) : il refuse de partir pour la zone libre. Peu après, durant l'été 1942, il est arrêté et interné au camp de Drancy, puis déporté par le convoi 39 du 30 septembre 1942 à Auschwitz, où il  est assassiné, dans le cadre de la Solution finale (plus tard, Ferrat évoquera la disparition de son père, bien après sa chanson Nuit et brouillard, dans la chanson Nul ne guérit de son enfance - album Dans la jungle ou dans le zoo). La dernière adresse de Mnacha Tenenbaum est au 3 avenue de Saint-Cloud dans le 16e arrondissement de Paris.
L'enfant est caché un moment par des militants communistes, puis sa famille (Jean, sa mère, sa sœur et ses frères) se réfugie en zone libre, à Font-Romeu. Il y reste deux ans, et y fait sa sixième et sa cinquième, puis retourne vivre à Versailles avec sa tante. Il entre le 1er décembre 1943 en cinquième moderne au collège Jules-Ferry (aujourd’hui lycée Jules-Ferry).
En juin 1944, la famille décide de les faire revenir en Cerdagne afin d'éviter les affrontements qui s'annoncent, liés à la Libération. Mais, arrivés à Perpignan, ils reçoivent l'instruction de ne pas terminer le trajet : sa sœur est retenue par la Gestapo à la citadelle de Perpignan, tandis que l'un de ses frères se cache dans la montagne et que sa mère est interrogée par la Gestapo. Jean et sa tante logent alors à l'hôtel pendant un peu plus d'un mois, jusqu'à ce que sa sœur soit libérée. La famille gagne alors Toulouse, où elle est hébergée un temps par les parents de la belle-sœur de Jean, puis par une famille de paysans dans l'Ariège, grâce aux réseaux de résistants dont fait partie le beau-père de Pierre Tenenbaum, Marcel Bureau,.

#### Débuts professionnels divers
Après avoir effectué une seconde (filière moderne), il doit quitter le collège Jules-Ferry pour aider financièrement sa famille. Sans diplôme ni expérience, il est embauché comme aide-chimiste dans un laboratoire spécialisé dans le Bâtiment et les Travaux Publics à Paris. De manière à progresser, il prend des cours du soir puis poursuit pendant plusieurs années un cursus au Conservatoire national des arts et métiers en vue de devenir ingénieur chimiste, ceci tout en prenant des cours de théâtre et en expérimentant l'interprétation et l'écriture musicale. En 1954, il quitte le métier de chimiste pour pouvoir se consacrer pleinement à la vie artistique et la chanson, menant la vie de bohème et fréquentant les cabarets parisiens.

### Carrière musicale

#### Débuts (Vogue, RCA & Decca)
Attiré par la musique, le théâtre et le classique, il entre dans une troupe de comédiens au début des années 1950, compose quelques chansons et joue de la guitare dans un orchestre de jazz. Il passe alors sans grand succès quelques auditions, fait des apparitions au cabaret sous le nom de Jean Laroche, et, ne se décourageant pas, décide de se consacrer exclusivement à la musique.
En 1956, il met en musique Les Yeux d'Elsa, poème de Louis Aragon dont il sera toute sa vie l'admirateur,. C'est André Claveau, alors fort en vogue, qui interprète la chanson et apporte ainsi un début de notoriété à Jean, qui se produit très régulièrement au cabaret parisien La Colombe de Michel Valette, en première partie de Guy Béart. La même année, une jeune chanteuse, Christine Sèvres, dont il a fait la connaissance, reprend quelques-unes de ses chansons. À partir de fin 1957, il vit avec elle, tout d'abord chez les Tenenbaum, rue des Pyrénées, puis à Ivry.
En 1957, il chante, en s'accompagnant à la guitare, dans quelques cabarets de la Rive gauche : Milord l'Arsouille, La Colombe, L'Échelle de Jacob, La Rôtisserie de l'Abbaye.

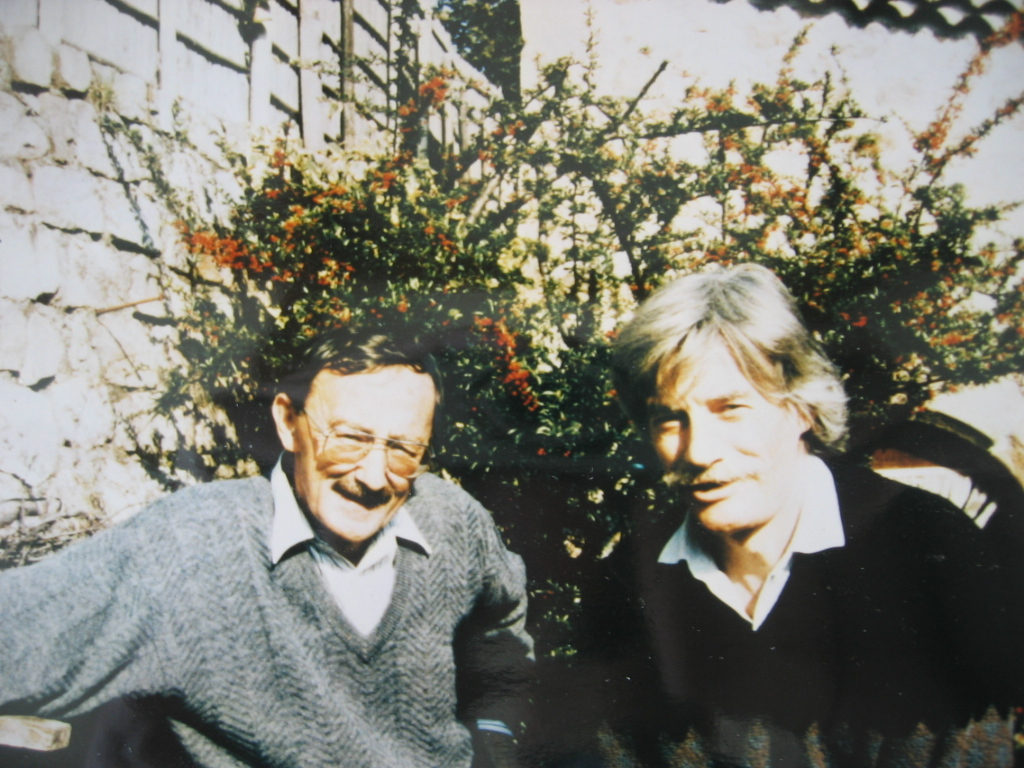
Jean Ferrat (à droite) et son ami Guy Thomas.

En 1958, il sort chez Vogue son premier 45 tours EP, qui ne rencontre cependant guère de succès.
Sa rencontre en 1959 avec Gérard Meys, qui deviendra son éditeur et son ami, lance sa carrière. Il signe alors un contrat chez Decca avec Daniel Filipacchi et, l'année suivante, sort son second 45 tours EP avec la chanson Ma Môme, qui devient son premier succès en passant sur toutes les ondes. Quasiment en même temps, RCA publie un 45 tours EP des quatre chansons qu'il a enregistrées sous le pseudonyme de Noël Frank. Le disque n'a aucun succès.
Après avoir vu sur une carte de France la ville de Saint-Jean-Cap-Ferrat, il décide de prendre le nom de Jean Ferrat, après le nom de Jean Laroche déjà utilisé sur scène par un autre artiste.
Une autre rencontre décisive aura lieu avec le musicien Alain Goraguer, qui signe ses premiers arrangements (sous le pseudonyme de Milton Lewis, pour des raisons contractuelles), lequel deviendra l'arrangeur des chansons de tous ses albums.
Le photographe Alain Marouani, rencontré chez Eddie Barclay, suivra Ferrat durant toute sa carrière en signant la très grande majorité de ses photos.
En 1961, il rencontre Zizi Jeanmaire, pour laquelle il écrit Eh l'amour, Mon bonhomme. Elle l'engage comme vedette américaine (première partie) de son spectacle à l'Alhambra, le premier music-hall où il chantera. Il y reste six mois et abandonne alors sa guitare pour l'orchestre.
Son premier 33 tours, Deux enfants au soleil, sort en 1961 et reçoit le prix de la SACEM.
Commence alors sa longue carrière, émaillée de difficultés avec la censure exercée par les dirigeants de la radio et de la télévision. En effet, Ferrat a toujours été un chanteur engagé à l'esprit libre. Il met en musique ses propres textes, ceux de ses paroliers ou ceux d'amis poètes, dont notamment Henri Gougaud, Georges Coulonges ou Guy Thomas.
Au début des années 1960, il compose, sur des paroles de Michelle Senlis pour Jacques Boyer et Jean-Louis Stain, la musique de la chanson Mon vieux. Les paroles en seront partiellement réécrites par Daniel Guichard dans les années 1970, lors de sa reprise de cette chanson, avec laquelle il connaîtra un très grand succès et qui deviendra un classique de son répertoire.
En 1961, il épouse à Ivry-sur-Seine, la chanteuse Christine Sèvres, née Jacqueline Amélie Estelle Boissonnet, dont il élèvera la fille, Véronique Estel, née en 1953 d'un premier mariage,, qu'il connaît depuis ses 3 ans et considère comme sa fille adoptive.
Dans ces années-là, il croise Pia Colombo, qui reprend notamment sa chanson Les Noctambules (1962).
En 1962, il fait la connaissance d'Isabelle Aubret. Cette rencontre est pour les deux artistes le début d'une grande et pérenne complicité artistique, puis amicale. Jean Ferrat lui propose de se produire en première partie de la tournée qu'il commence. Elle y chante notamment Deux enfants au soleil, chanson écrite par Claude Delécluse. En 1970, il compose une chanson sur des paroles écrites par Philippe Pauletto et intitulée Tout ce que j’aime. Quelques mois plus tard, elle sera interprétée aussi par Isabelle Aubret.

#### Reconnaissance (les années Barclay)
En 1963, souhaitant remettre en question son image de chanteur de charme à la voix grave, Jean Ferrat quitte Decca et rejoint le label créé par Eddie Barclay.
Faisant référence à la directive « Nuit et brouillard » qui ordonnait la déportation de tous les ennemis ou opposants du Troisième Reich, il écrit et interprète Nuit et brouillard, en mémoire des déportés victimes des camps de concentration et des centres d'extermination nazis, dont son père, juif émigré de Russie mort à Auschwitz : « Ils s'appelaient Jean-Pierre, Natacha ou Samuel / Certains priaient Jésus, Jéhovah ou Vichnou / D'autres ne priaient pas, mais qu'importe le ciel / [...] les Allemands guettaient en haut des miradors, la lune se taisait comme vous vous taisiez », chante-t-il, interpellant par ses vers la passivité de beaucoup durant l'Occupation et le régime de Vichy. Malgré la  censure non avouée des autorités qui « déconseillent » son passage sur les ondes, la chanson connaît un très grand succès auprès du public et lui vaut le grand prix du disque de l'Académie Charles-Cros. Elle sera adoptée par d’autres interprètes : Francesca Solleville, Claude Vinci, Isabelle Aubret. C'est à la même époque que Ferrat compose la musique de C'est beau la vie, chanson que Michelle Senlis a écrite pour Isabelle Aubret après son accident de voiture.
En 1964, il confirme son succès naissant auprès du public avec La Montagne qui demeure l'un de ses plus grands succès. Avec ce texte, il chante – sans la nommer – l'Ardèche, région chère à son cœur, et fait de cet hommage à la France paysanne un classique de la chanson française.
En 1967, un séjour de deux mois et demi à Cuba, où il chante une dizaine de fois et laisse pousser ses célèbres moustaches, le marque artistiquement, politiquement et humainement, lui inspirant l'album À Santiago.
Quelques mois avant Mai 68, il fustige violemment l'origine sociale des « gauchistes » de la génération à venir du 22-Mars dans la chanson Pauvres petits c… : « Fils de bourgeois ordinaires  / Fils de Dieu sait qui / Vous mettez les pieds sur terre / Tout vous est acquis / Surtout le droit de vous taire / Pour parler au nom / De la jeunesse ouvrière / Pauvres petits c... ». Lors des « événements », il participe à des soirées organisées pour les grévistes à Bobino.
En 1969, il revient sur cette période avec deux chansons — Au printemps de quoi rêvais-tu ? et Un jour futur — qui font partie de l'album suivant, Ma France. Il y chante sa chanson phare éponyme et y grave, avec Christine Sèvres, l'unique duo enregistré de sa carrière, La Matinée (paroles d’Henri Gougaud, musique de Jean Ferrat).
Il fait un passage remarqué en 1972 comme invité principal du Grand Échiquier de Jacques Chancel (il ne réapparaîtra à la télévision que trois ans plus tard, le 14 novembre 1975, dans une émission spéciale toujours animée par Jacques Chancel, intitulée « Jean Ferrat pour un soir »).
En 1972, il fait, dans une dernière série de spectacles au Palais des Sports de Paris, ses adieux à la scène, qu'il juge devenue trop complexe techniquement et « qui l'épuise physiquement »,.

#### Années ardéchoises

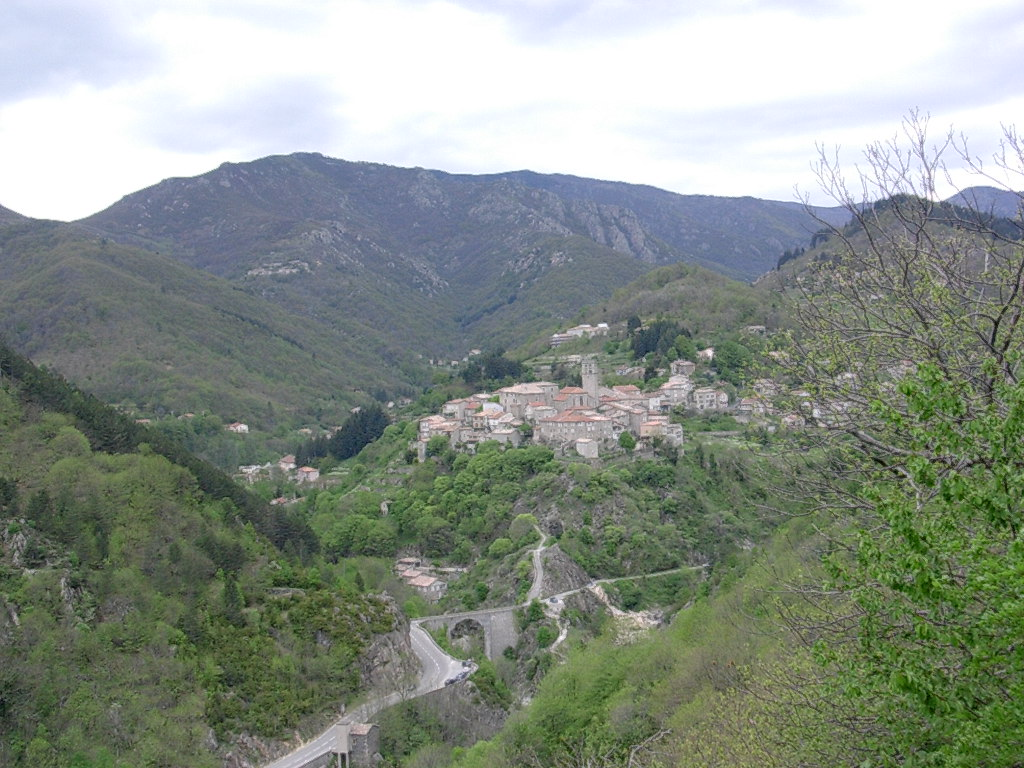
Antraigues-sur-Volane.

En 1972, Jean Ferrat rompt avec la maison de disques Barclay et se fait plus rare. Il est fatigué par 10 années de scène.
En 1974, Christine Sèvres et lui décident d'aller vivre en Ardèche, près de Vals-les-Bains, à Antraigues-sur-Volane, dont il connaît le maire communiste, le peintre Jean Saussac. Il y a acheté en 1964 une ferme perdue au milieu de 20 hectares, où ils vivent entourés de leurs chiens —  dont un berger allemand nommé Oural qui lui inspire la chanson Oural Ouralou, dans l'album Ferrat 80 —  ainsi que de leurs chats et de leur ânesse appelée « Justice sociale ». Il sera un temps conseiller municipal et maire-adjoint de la commune. La fille de Christine, Véronique Estel, désormais majeure, les suit.
Jean et Christine, couple libre, s'éloignent mais continuent de partager la propriété d'Antraigues. Jean vit en couple avec Colette Laffont, professeure d'éducation physique et sportive rencontrée en 1971, tout en continuant de s'occuper de Christine, gravement malade (il attendra janvier 1992 pour épouser Colette, à Ivry-sur-Seine).
En 1975, il publie, sous le label Temey, un nouvel album : La femme est l'avenir de l'homme. Son chant se veut toujours plus engagé et Ferrat fustige les guerres coloniales, dans Un air de liberté, attaquant nommément un article de Jean d'Ormesson, éditorialiste et directeur au Figaro, et suscite encore ainsi la polémique. Dans la chanson Un jeune, un an après l'élection de Valéry Giscard d'Estaing à la Présidence de la République, Ferrat se moque de la création du mouvement des jeunes Républicains indépendants, proche du parti politique présidentiel. Il est encore une fois en phase avec son temps, rappelant, dans La femme est l'avenir de l’homme la proximité entre deux des plus importantes batailles revendicatives du XXe siècle comme du précédent : la lutte sociale et la lutte féministe en plein essor. Un nouvel album nommé Les Instants volés clôt la décennie.
Polygram rachète à Barclay son catalogue à la fin des années 1970. Désireux alors de ne pas dépendre de la major, Jean Ferrat réenregistre la quasi-intégralité de ses titres, avec l'aide de l'arrangeur et chef d'orchestre Alain Goraguer, puis sort sous son propre label, Temey, avec l'éditeur Gérard Meys, une nouvelle édition de 11 volumes en 1980. La même année, paraît l'album Ferrat 80, dont le titre phare Le Bilan ne passe pas inaperçu. Jean Ferrat y dénonce les purges staliniennes. Avec son engagement social et politique jamais démenti, celui-ci exprime le recul de plus en plus grand qu'il prend vis-à-vis de ce socialisme qu'il qualifie de caricature : « Ce socialisme n'était qu'une caricature, [...] dans ma bouche à jamais la soif de vérité ». Dans une émission qu'il lui consacre, Michel Drucker demande à Jean Ferrat s'« il ne craint pas qu'on l'accuse de tourner sa veste ». Sans ambages, le poète déclare : « Il ne faut pas compter sur moi pour faire de l'anticommunisme ».
Son épouse, Christine Sèvres, meurt d'un cancer à Marseille en 1981, à l'âge de 50 ans.
Ses apparitions télévisées sont très rares. En 1985 sort l'album Je ne suis qu'un cri entièrement composé par Jean Ferrat sur des textes de Guy Thomas. La sortie de l'opus est l'occasion d'une émission de télévision, sur Antenne 2, présentée par Bernard Pivot et enregistrée chez lui en Ardèche.
En 1991, sort l'album Dans la jungle ou dans le zoo, dans lequel Ferrat fustige tour à tour : la société capitaliste et le socialisme du bloc soviétique, reprochant aux deux systèmes de « ramener l'homme au rang d'animal », (chanson Dans la jungle ou dans le zoo), le bicentenaire de la Révolution française où, selon lui « les puissants ont oublié le peuple » (Bicentenaire) et la chaîne de télévision TF1, « un paf obscène est à la une » chante Ferrat (À la une). C'est pourtant sur TF1, dans l'émission Stars 90 de Michel Drucker, que Jean Ferrat, en novembre 1991, présente cet album. L'enregistrement en direct des chansons de cette émission fera l'objet en 2002 d'un nouvel album Ferrat en scène.
Ferrat 95 sort cinq ans plus tard ; un album sur lequel il met en musique seize poèmes de Louis Aragon. Ce disque constituera, publiquement, son chant du cygne.
Il fait ses dernières apparitions télé, en France, dans l'émission Vivement Dimanche, début janvier 2003 sur France 2, et fin 2003, sur TV5 Monde, dans l'émission L'Invité : un entretien de 30 minutes en compagnie de Patrick Simonin, sa dernière véritable interview télévisée. En octobre 2003, il répond à Hélène Hazera sur France Culture au cours d'un entretien de plus de deux heures qui sera diffusé en février 2004 et rediffusé du 15 au 19 mars 2010 en hommage à sa disparition, sous le titre de « Jean Ferrat, le léger et le grave ».
Pendant toutes ces années, Jean Ferrat reste engagé politiquement.
- En 1999, il est candidat sur la liste du PCF menée par Robert Hue aux élections européennes de 1999, inscrit sous le nom Jean Tenenbaum dit Jean Ferrat.
- En 2007, il soutient José Bové pour l'élection présidentielle.
- En 2010, il apporte son soutien à la liste présentée par le Front de gauche en Ardèche aux élections régionales[57].

### Mort et hommages

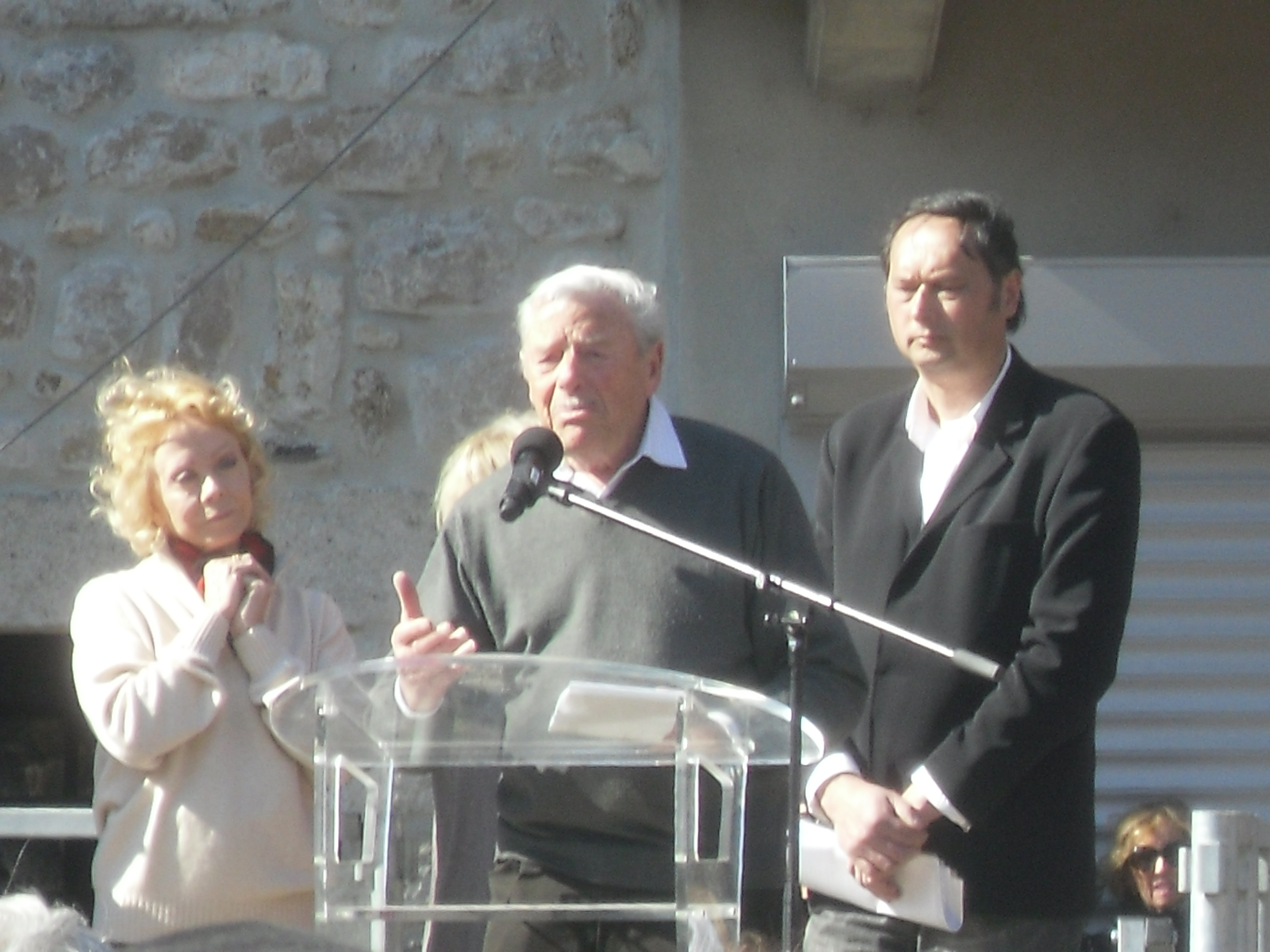
Isabelle Aubret, Pierre Tenenbaum (frère de Jean Ferrat) et Michel Pesenti (maire d'Antraigues) lors de l'adieu public au chanteur, le 16 mars 2010.

À l'âge de 79 ans, lors d'une soirée à Paris, il chute dans un escalier, se perfore le seul poumon valide qui lui restait et se fracture une partie du dos. Il contracte alors une maladie nosocomiale et doit être hospitalisé de manière répétée. Son épouse Colette fait aménager la maison pour qu’il puisse se déplacer dans les étages. Souffrant de complications respiratoires, ayant du mal à parler, il confiera : « J’aimerais dormir ». « Alors, petit à petit », explique Colette, « on a tout débranché ». Jean Ferrat meurt le 13 mars 2010 à 13 h 30 à l'hôpital d'Aubenas, où il était suivi depuis des années et avait été admis « dans un état très détérioré ». Il meurt entouré de ses intimes,.
La nouvelle de sa disparition est rapidement rendue publique et provoque un large émoi. Certains médias rapporteront qu'il souffrait d'un cancer,, ce que son entourage dément.
Il est inhumé le 16 mars 2010 au cimetière communal d'Antraigues-sur-Volane près de son frère André. Les simples et émouvantes obsèques sont diffusées en direct par la chaîne de télévision France 3,. Lors de la cérémonie d'hommage sur la place centrale du village, Francesca Solleville interprète, a cappella, Ma France, et Isabelle Aubret, sur le même mode, C'est beau la vie. Puis cette dernière, sur l'enregistrement de Jean Ferrat, fait chanter La Montagne par la foule constituée de plus de 5 000 personnes,. Traduisant l'empreinte de l'artiste dans la culture française, plus de quatre millions de téléspectateurs avaient suivi en France l'hommage télédiffusé la veille en son honneur présenté par Henri-Jean Servat. Michel Pesenti, le maire de la commune, a lu les dernières volontés du poète avant le discours émouvant d'un des frères de Jean, Pierre Tenenbaum (voir photo) qualifiant la ville d'Antraigues de « nid vivant du souvenir de Jean ». Sa filleule Paula a récité, émue, le magnifique Que serais-je sans toi ? de son parrain, adapté de Louis Aragon.

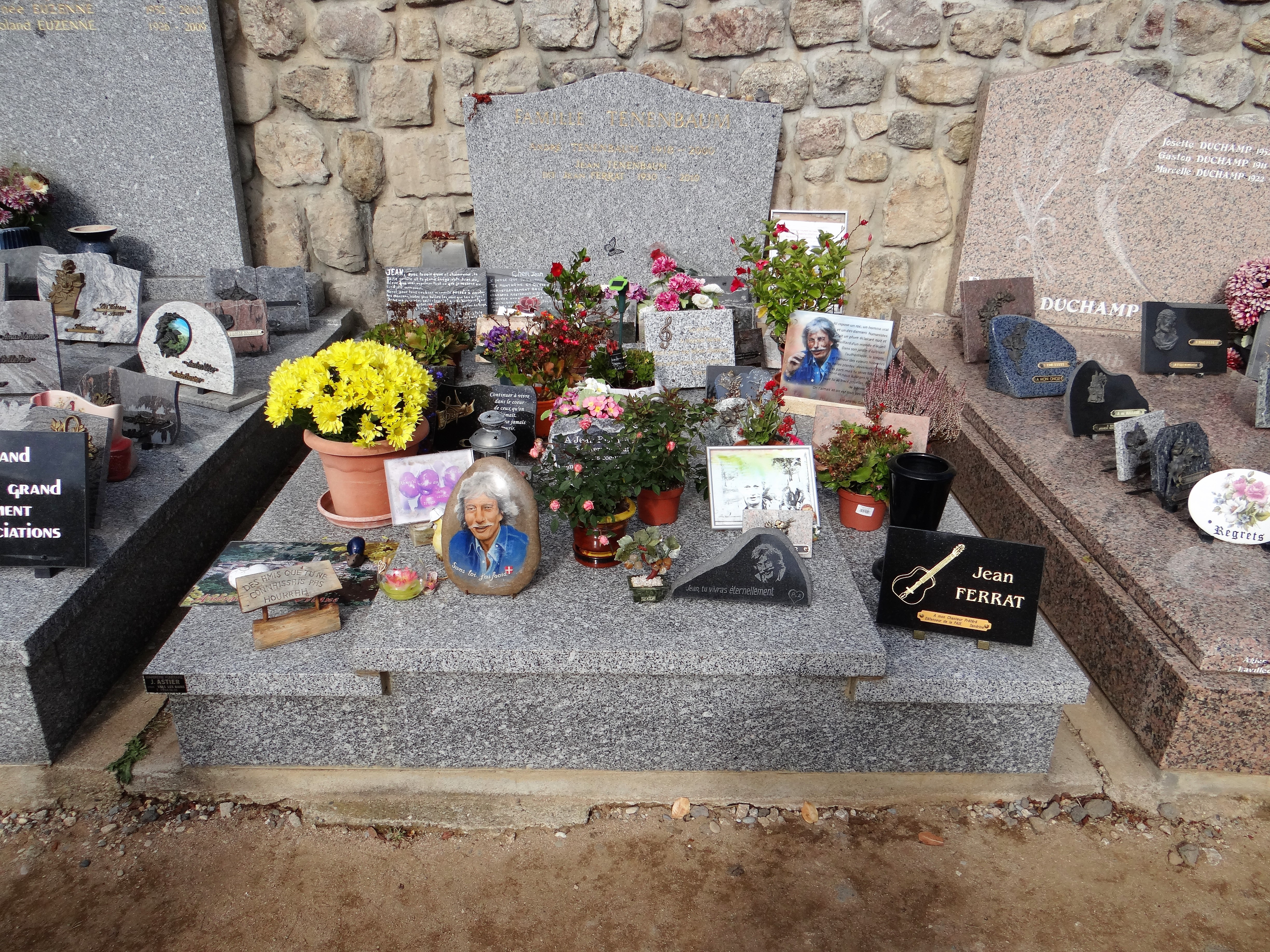
Tombe de Jean Ferrat au cimetière d'Antraigues-sur-Volane.

De nombreuses personnalités rendent hommage à celui qui « a su lier la poésie, le peuple et ses idéaux ».
Le samedi 11 septembre 2010, un grand hommage lui est rendu sur la grande scène de la Fête de l'Humanité. Le spectacle est présenté par son ami Michel Drucker, et huit artistes interprètent des chansons issues de son répertoire : Jehan, Enzo Enzo, André Minvielle, D’de Kabal, Francesca Solleville, Clarika, Allain Leprest et Sanseverino.
En janvier 2011, lors de la Révolution tunisienne, sa chanson Un air de liberté passe en boucle sur les ondes de Radio 6 dès l'instant où les révolutionnaires en prennent le contrôle (en alternance avec Ma Liberté, chantée par Georges Moustaki, et une sélection de chansons engagées francophones et arabophones).
En 2015, Marc Lavoine s'associe à Gérard Meys, le producteur et ami de Jean, pour annoncer un disque regroupant 15 titres du chanteur. De nombreux artistes ont rejoint le projet, tels que Julien Doré, Patrick Bruel, Catherine Deneuve, Benjamin Biolay, Raphaël, Patrick Fiori, Cali et le groupe Zebda.
L'épouse de Jean Ferrat, Colette Christiane Laffont meurt le 9 mai 2024 à Saint-Privat à l'âge de 88 ans.

## Style

### L'auteur-compositeur-interprète
Auteur-compositeur-interprète, Jean Ferrat a quelque 200 chansons à son actif. Bien qu'il ait souvent écrit les paroles de ses chansons, il a également interprété et mis en musique les textes de maints auteurs : Guillaume Apollinaire, Georges Coulonges, Claude Delécluse, Pierre Frachet, Henri Gougaud, Philippe Pauletto, Michelle Senlis et Guy Thomas. Il a cependant été abondamment reconnu pour avoir mis en musique plus d'une trentaine de poèmes de Louis Aragon et, en les chantant, pour les avoir fait connaître au public.
Considéré comme un excellent mélodiste,,, Jean Ferrat est affecté d'un handicap qui, déclare-t-il, « a contribué à l'arrêt de sa carrière de guitariste » ; en effet, à la suite d'un accident survenu lorsqu'il était enfant, il est amputé de l'auriculaire gauche.

### L'artiste engagé
Jean Ferrat, dès ses débuts, outre de très nombreuses chansons sentimentales, oriente son inspiration dans deux directions : l'engagement social-politique et la poésie, cette dernière notamment en mettant en musique de nombreux poèmes de Louis Aragon.
Compagnon de route du PCF sans jamais en avoir été membre,, il garde ses distances avec l'URSS et, en 1969, dans la chanson Camarade, dénonce l'invasion de Prague en 1968 par les troupes du Pacte de Varsovie. Avec son ami Georges Coulonges, il y préfère la révolte des humbles, des simples gens. Opposé à l'orientation pro-soviétique prise à l'issue du XXIIIe congrès du Parti communiste français en 1979, il fustige dans la chanson Le Bilan, la déclaration de Georges Marchais, secrétaire général du PCF, qui évoque alors — en 1979 — un bilan globalement positif des régimes socialistes. Il apporte néanmoins son soutien à Georges Marchais lors des élections présidentielles de 1981, expliquant quelques années plus tard, dans la chanson Les Cerisiers (1985), les raisons pour lesquelles il est demeuré fidèle à la mouvance communiste.
Il accuse l'industrie du disque de faire passer les considérations financières avant l'art des artistes créatifs. Publiant des lettres ouvertes aux différents acteurs de la vie culturelle, présidents de chaînes de radio et télévision, ministres, il dénonce une programmation qui, selon lui, privilégie les chansons « commerciales » plutôt que les créations musicales et poétiques.
Il était membre du comité de parrainage de la Coordination française pour la Décennie internationale de la promotion d'une culture de non-violence et de paix ainsi que du Mouvement contre le racisme et pour l'amitié entre les peuples.

### L'artiste censuré

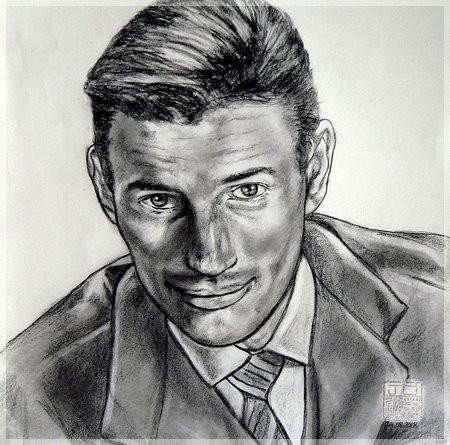
Portrait par Joëlle Chen.

Il évoque en 1963 la déportation nazie dans sa chanson Nuit et Brouillard, à une époque où l'heure est à la réconciliation franco-allemande et où il est malvenu d'évoquer en « haut lieu » la politique collaborationniste pendant l'occupation et ces trains en partance de Drancy pour Auschwitz. Sa diffusion est « déconseillée » par le directeur de l'ORTF. Elle est cependant programmée à la télévision dans l'émission de Denise Glaser Discorama, le 26 janvier 1964 et sur la radio Europe 1 à l'origine de son succès, car le public suit, comme la critique, et l'album Nuit et brouillard obtient le prix de l'Académie Charles-Cros.
À la sortie en 1965 de l'album Potemkine, les problèmes avec la censure reprennent. Georges Coulonges, le parolier de la chanson-titre a pourtant pris des gants. Il écrit : « M'en voudrez-vous beaucoup… ». Dans son autobiographie, il explique : « Pourquoi demander au public s'il m'en voudrait d'écrire ma chanson ? On l'a compris : ce n'était pas à lui que la question était posée. C'était aux antennes vigilantes de la radio, de la télévision gaullienne. J'avais des raisons de me méfier d'elles ». Selon son biographe Daniel Pantchenko, l'ORTF refuse à deux reprises que Jean Ferrat chante Potemkine le 24 novembre et le 12 décembre 1965, dans Tête de bois et Tendre années et Télé-Dimanche. Dans Music-hall de France, émission diffusée le 18 décembre, Ferrat chante trois autres chansons. Le 26 décembre, jour de son anniversaire, il chante Potemkine dans Discorama. Le 29, date de son premier concert à Bobino, une Journée Jean Ferrat est diffusée sur France Inter. Le 31, il est interviewé pour le journal de treize heures sur la deuxième chaine. Le 17 février 1966, dans l'émission de Guy Lux Le Palmarès des chansons il chante cinq chansons dont Nuit et brouillard et Potemkine,.
Les déboires de Jean Ferrat se poursuivent en 1969 avec la sortie de l'album Ma France, dont la chanson éponyme est interdite d'antenne à la télévision, provoquant son boycott des plateaux. Jean Ferrat doit patienter un an de plus pour voir la censure brisée par Yves Mourousi, qui diffuse en 1971 un extrait de Ma France.
Le 16 mars 1969, Jean-Pierre Chabrol invite Jean Ferrat et Georges Brassens dans son émission télévisée L'Invité du dimanche. Lors d'un entretien donné en 2004, Jean Ferrat raconte qu'en plein débat d'idées, le chef de plateau arrive avec une ardoise où il est écrit à la craie : « Ordre de la direction, que Jean Ferrat chante, mais qu'il ne parle plus. » Un tollé général s'ensuit et toute l'équipe est renvoyée. Jean Ferrat ajoute qu'il ne fera plus de télévision pendant près de trois ans à la suite de cet événement. On le retrouve cependant au programme de l'émission À l'Affiche du monde le 26 juin 1970, au cours de laquelle « Claude Fléouter et Bernard Bouthier font surgir l'univers populiste de ses chansons ».
En 1976, Jean d'Ormesson réussit à faire interdire la chanson Un air de liberté dans l'émission Jean Ferrat 1976 de Jacques Chancel.

## Discographie et chansons
Son œuvre se partage entre textes poétiques, textes engagés comme Maria, sur la République espagnole et la guerre d'Espagne, chansons d'amour, fantaisies empreintes d'humour et hommages multiples : à l'Ardèche, sa région d'adoption, à la femme (comme dans La femme est l'avenir de l'homme, dont le titre est un clin d’œil à Louis Aragon), à différentes personnalités, corps de métiers ou peuples, historiques ou contemporains, d'Europe ou d'Amérique latine.

### Jean Ferrat compositeur
Jean Ferrat a composé toutes les musiques de ses chansons, sauf trois, mais il a aussi composé la musique de chansons qu'il n'a jamais interprétées :
- Mon vieux, 1962, écrite par Michelle Senlis et dont l'interprète principal est Daniel Guichard ;
- Le Pull-over[100], paroles d'Allain Leprest, interprétée par Juliette Gréco.

## Adaptations
- Didier Caesar (alias Dieter Kaiser), du duo « Stéphane et Didier »[101], a transposé en allemand une vingtaine de chansons de Ferrat (surtout les textes de Louis Aragon), tout en restant le plus près possible des textes français et pouvant rimer, en allemand, sur la musique originale. Il les interprète en allemand et en français. Il s'agit de Tu peux m'ouvrir cent fois les bras (Öffne die Arme hundert Mal), La Montagne (Die Bergwelt), Que serais-je sans toi (Was wär ich ohne dich) de Louis Aragon, Le Sabre et le Goupillon (Der Weihwasserwedel und das Schwert), Potemkin, C'est beau la vie (Das Leben ist schön), Nous dormirons ensemble (Wir werden zusammen schlafen) (Louis Aragon), Aimer à perdre la raison (Zu lieben, dass man den Verstand verliert) (Louis Aragon), C'est si peu dire que je t'aime, Je ne chante pas pour passer le temps, Nuit et Brouillard, La femme est l'avenir de l’homme.
- Het dorp (nl), littéralement Le Village, adaptation de La Montagne, évoquant la ville de Deurne (Pays-Bas), interprété par Wim Sonneveld[102] en 1974. Cette chanson a connu un important succès aux Pays-Bas et en région flamande ; en 2008, elle arrive en tête du Top 100 van het Nederlandse Lied, organisé par Radio 5[103].

## Jean Ferrat référencé
- En 1999, dans sa chanson Réveille Le Punk (album Tapis rouge), le groupe rap-punk Svinkels cite son nom dans une rime.
- La chanson Je ne suis qu'un cri (sur un texte de Guy Thomas) est utilisée comme sujet de l'épreuve de français au baccalauréat professionnel 2012[104].

## Cinéma

### Jean Ferrat encaméoau cinéma
- 1959 : on voit Jean Ferrat monter dans une rame de métro dans le film Un témoin dans la ville, d'Édouard Molinaro.
- 1962 : il apparaît dans une scène du film Vivre sa vie, de Jean-Luc Godard, où il met lui-même une pièce dans le juke-box pour écouter Ma môme.

### Fictions avec titre de Jean Ferrat
- 2018 : dans Aux animaux la guerre, la série télévisée d'Alain Tasma adaptée du roman éponyme de Nicolas Mathieu, Ma môme est chanté a cappella par une résidente de l'établissement pour personnes âgées dans lequel réside le personnage incarné par Dani, à l'occasion de l'anniversaire de cette dernière, mère dans l'histoire de Roschdy Zem, également présent dans la scène.

### Musique de films
- 1965 : La Vieille Dame indigne de René Allio (Jean Ferrat chante On ne voit pas le temps passer, Loin, Tu ne m'as jamais quitté)[105]
- 1965 : BOF Le Coup de grâce de Jean Cayrol et Claude Durand (Jean Ferrat chante Les beaux jours)[106]
- 1976 : L'Enfant prisonnier court-métrage de Jean-Michel Carré[107]

## Hommages

### Hommages artistiques
- En 2010, Natacha Ezdra enregistre l'album hommage Un jour futur.
- En 2010, André Prieto crée le spectacle C'est beau...Ferrat, diffusé en France à plus de 150 reprises. Cinq musiciens sur scène accompagnent André Prieto[108].
- En 2011, sur son album Mes préférences, le chanteur Didier Barbelivien lui dédie la chanson Jean de France[109], où il salue son humanisme et révèle l'influence qu'a eue Ferrat sur sa propre vie.
- En 2012, le chanteur Jean Medelgi compose une chanson A toi Ferrat, dans laquelle il exprime notamment son regret de ne jamais l'avoir rencontré et y évoque quelques êtres qui étaient chers à Jean Ferrat.
- En 2013, sort l'album collectif Ferrat au c(h)oeur
- En mars 2015, sort un album hommage à Jean Ferrat, Des airs de Liberté[110], avec de nombreux interprètes de la nouvelle scène française.

### Noms d'établissement etodonymes
- La médiathèque d'Aubenas porte son nom[111].
- Le collège de Salaise-sur-Sanne porte son nom[112].
- Le 17 juin 2011, la municipalité d'Ivry-sur-Seine (dont Jean Ferrat était citoyen d'honneur) donne son nom à la place de la porte d'Ivry[113].
- En 2011, le centre culturel de Cabestany est renommé centre culturel Jean-Ferrat en hommage à l'artiste[114].
- En 2011, le centre culturel de Mondragon dans le Vaucluse est appelé Jean Ferrat[115].
- En 2012, le théâtre municipal de Fourmies prend le nom de Jean Ferrat, et donne également le nom du chanteur à sa principale salle de spectacle[116].
- En 2012, la salle d'animation de la commune des Tourrettes dans la Drôme prend le nom du chanteur[117].
- Le 12 mars 2013, Colette Ferrat inaugure la Maison Jean Ferrat[118]  à Antraigues-sur-Volane[119].
- Une salle polyvalente Jean-Ferrat est inaugurée le 5 avril 2013 à Escautpont.
- En 2013, un espace culturel Jean-Ferrat est inauguré à Septèmes-les-Vallons.
- En septembre 2013, le centre socio-culturel de la ville d'Hennebont prend le nom du chanteur.
- Le 13 mars 2015, une place Jean-Ferrat, à cheval entre les 11e et 20e arrondissements, est inaugurée à Paris, dans le quartier de Ménilmontant[120].
- Des voies ou places au nom du chanteur existent dans de nombreuses villes.